# Dobrava - Jovsi
Dobrava - Jovsi este o arie protejată (arie specială de conservare — SAC, sit de importanță comunitară — SCI) din Slovenia întinsă pe o suprafață de 2.865,8 ha, integral pe uscat.

## Localizare
Centrul sitului Dobrava - Jovsi este situat la coordonatele 45°55′18″N 15°41′15″E / 45.9217°N 15.6875°E.

## Înființare
Situl Dobrava - Jovsi a fost declarat sit de importanță comunitară în aprilie 2004 pentru a proteja 12 specii de animale. Situl a fost protejat și ca arie specială de conservare în februarie 2012.

## Biodiversitate
Situată în ecoregiunea continentală, aria protejată conține 4 habitate naturale: Fânețe de joasă altitudine (Alopecurus pratensis, Sanguisorba officinalis), Păduri de fag Luzulo-Fagetum, Păduri mixte riverane de Quercus robur, Ulmus laevis și Ulmus minor, Fraxinus excelsior sau Fraxinus angustifolia, de-a lungul marilor râuri (Ulmenion minoris), Păduri ilirice de stejar și carpen (Erythronio-Carpinion).
La baza desemnării sitului se află mai multe specii protejate:
- amfibieni (3): buhai de baltă cu burta roșie (Bombina bombina), izvoraș-cu-burta-galbenă (Bombina variegata), Triturus carnifex
- nevertebrate (7): fluturele-tigru (Callimorpha quadripunctaria), croitorul mare al stejarului (Cerambyx cerdo), Cordulegaster heros, rădașcă (Lucanus cervus), fluturele purpuriu (Lycaena dispar), Unio crassus, Vertigo angustior
- pești (1): țipar (Misgurnus fossilis)
- reptile (1): țestoasa de baltă (Emys orbicularis)